# Bloom*Iz
Bloom*Iz (da pronunciare come Bloom Eyes) è il primo album in studio del girl group sudcoreano Iz*One, pubblicato nel 2020.

## Tracce
1. Eyes – 3:37
2. Fiesta – 3:37
3. Dreamlike (Kwon Eun-bi, Sakura Miyawaki, Kang Hye-won, Choi Ye-na, Hitomi Honda, Jang Won-young) – 3:46
4. Ayayaya (Kwon Eun-bi, Sakura Miyawaki, Kang Hye-won, Lee Chae-yeon, Kim Chae-won, Kim Min-ju, Nako Yabuki, Jo Yu-ri, An Yu-jin) – 3:22
5. So Curious (Choi Ye-na, Lee Chae-yeon, Kim Chae-won, Kim Min-ju, Nako Yabuki, Hitomi Honda, Jo Yu-ri, An Yu-jin, Jang Won-young) – 3:22
6. Spaceship – 2:51
7. Destiny (우연이 아니야; Uyeon-i aniya) – 3:21
8. You & I – 3:24
9. Daydream (Kwon Eun-bi, Lee Chae-yeon, Kim Min-ju, An Yu-jin) – 3:23
10. Pink Blusher (Sakura Miyawaki, Kang Hye-won, Nako Yabuki, Hitomi Honda, Jang Won-young) – 3:14
11. Someday (언젠가 우리의 밤도 지나가겠죠; Eonjenga uriui bamdo jinagagetjyo) – 3:17
12. Open Your Eyes – 3:17

## Classifiche
| Classifica (2020) | Posizione massima |
| ----------------- | ----------------- |
| Corea del Sud     | 2                 |
| Giappone          | 2                 |